# 北港 (大字)
北港，古稱為笨港，是臺灣雲林縣北港鎮的一個傳統地域名稱，也是全鎮商業中心所在地，位於該鎮西南部。相較於今日行政區，其範圍大致包括東陽里、南安里、光民里、東華里、中和里、共榮里、義民里、西勢里、仁和里、公館里、賜福里、大同里西南部、仁安里、華勝里東南半部、光復里不含西部、扶朝里東端。

## 歷史
臺灣清治末期至日治初期，北港地區為一（舊制）街庄，稱為「北港街」，隸屬於大槺榔東頂堡。該街昔日東北、東及南隔北港溪與板頭厝庄、舊南港庄、崙仔庄、蘇厝藔庄為界，西邊為扶朝家庄、樹仔腳庄，西北邊為新街庄。
1901年（日治明治三十四年）11月，全臺廢縣廳改設二十廳，該街隸屬於斗六廳。1903年（明治三十六年）6月，該街編入「北港區」，隸屬於斗六廳。1909年（明治四十二年）10月，合併二十廳為十二廳，北港區改隸屬於嘉義廳。1920年（大正九年），全臺地方制度大改正，廢十二廳改設五州二廳，該街改制為「北港」大字，隸屬於臺南州北港郡北港街（新制街庄）。
戰後北港街改制為北港鎮，隸屬於臺南縣，大字亦改制為里。1950年10月，雲、嘉、南分治，北港鎮改隸屬雲林縣。

## 聚落
本地區發展較早的聚落為北港，在日治期初期的官方地圖上已有記載。

## 交通
省道台19線（華勝路、華南路、義民路）又稱「中央公路」，是彰化至台南永康的幹道，大致以縱向蜿蜒穿越本地區。由該道路向北北西轉北北東可前往元長鄉、省道台78線（東西向快速公路－台西古坑線）元長交流道、襃忠鄉、崙背鄉、二崙鄉西北部等地；向南南西可前往嘉義縣六腳鄉、朴子市、義竹鄉、臺南市鹽水區等地。
縣道145號（媽祖大橋）是彰化縣埤頭鄉埤頭至嘉義縣六腳鄉港尾寮的道路，以縱向經過本地區西南端。由該道路向北微東繞過北港市區西側後，可前往元長鄉中部偏東南、土庫鎮、虎尾鎮、西螺鎮、埤頭鄉等地，向南微西可前往六腳鄉的港尾寮並止於省道台19線路口。
縣道155號（民樂路、大同路）是五條港至北港的道路，其南側端點（終點）位於本地區中部略偏北的省道台19線路口。由此向西北西轉西北微北再轉西，可前往水林鄉北部、四湖鄉、臺西鄉五條港並止於省道台17線與台61線共線路口。
縣道164號是金湖至民雄的道路，經過本地區南部。由該道路向西微北可前往水林鄉、口湖鄉，並止於該鄉西部的省道台17線、台61線共線路口（金湖聚落東側）；向南南西經六腳鄉東北端的蘇厝寮地區轉東微北後，可前往新港鄉、民雄鄉，並止於縣道162乙線轉角路口。
鄉道雲156線（大同路）是牛挑灣至北港的道路，其東側端點（終點）位於本地區西北部的縣道155號轉角路口。由此向西北西可前往新街/樹子腳交界地帶、樹子腳、春牛埔、牛挑灣，並止於縣道155號路口。

## 學校
- 北港國中
- 南陽國小（百年小學）

## 廟宇
- 北港朝天宮（國定古蹟）
- 北港義民廟（縣定古蹟）
- 北港鎮安宮（縣定古蹟）

## 其他景點
- 北港集雅軒（曲館，縣定古蹟）
- 北港自來水廠（縣定古蹟）
- 北港觀光大橋
- 北港劇場（已停業）
- 北港糖廠（已停產）
- 顏思齊先生開拓臺灣登陸紀念碑